# 西邊圍

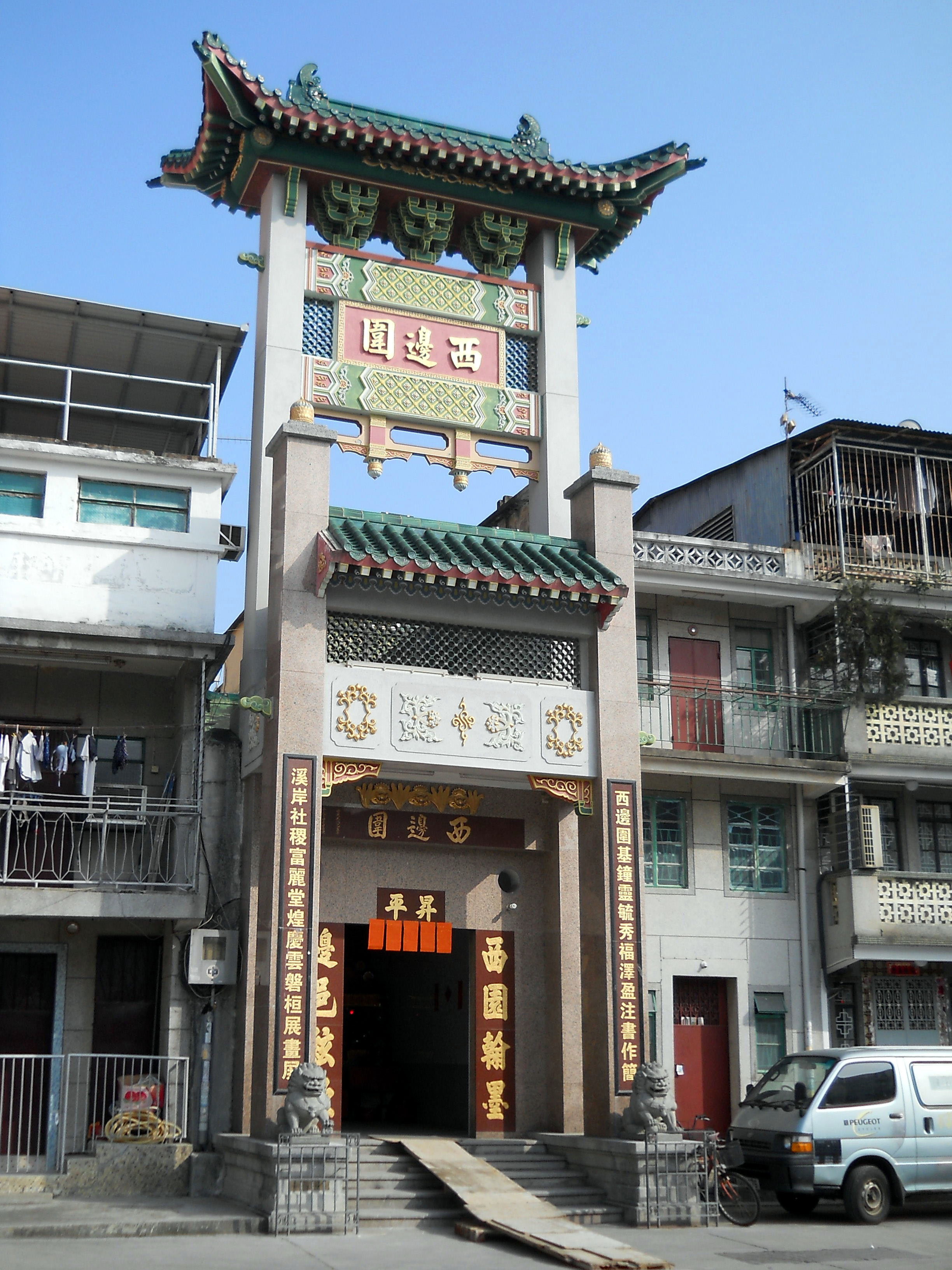
西邊圍圍門

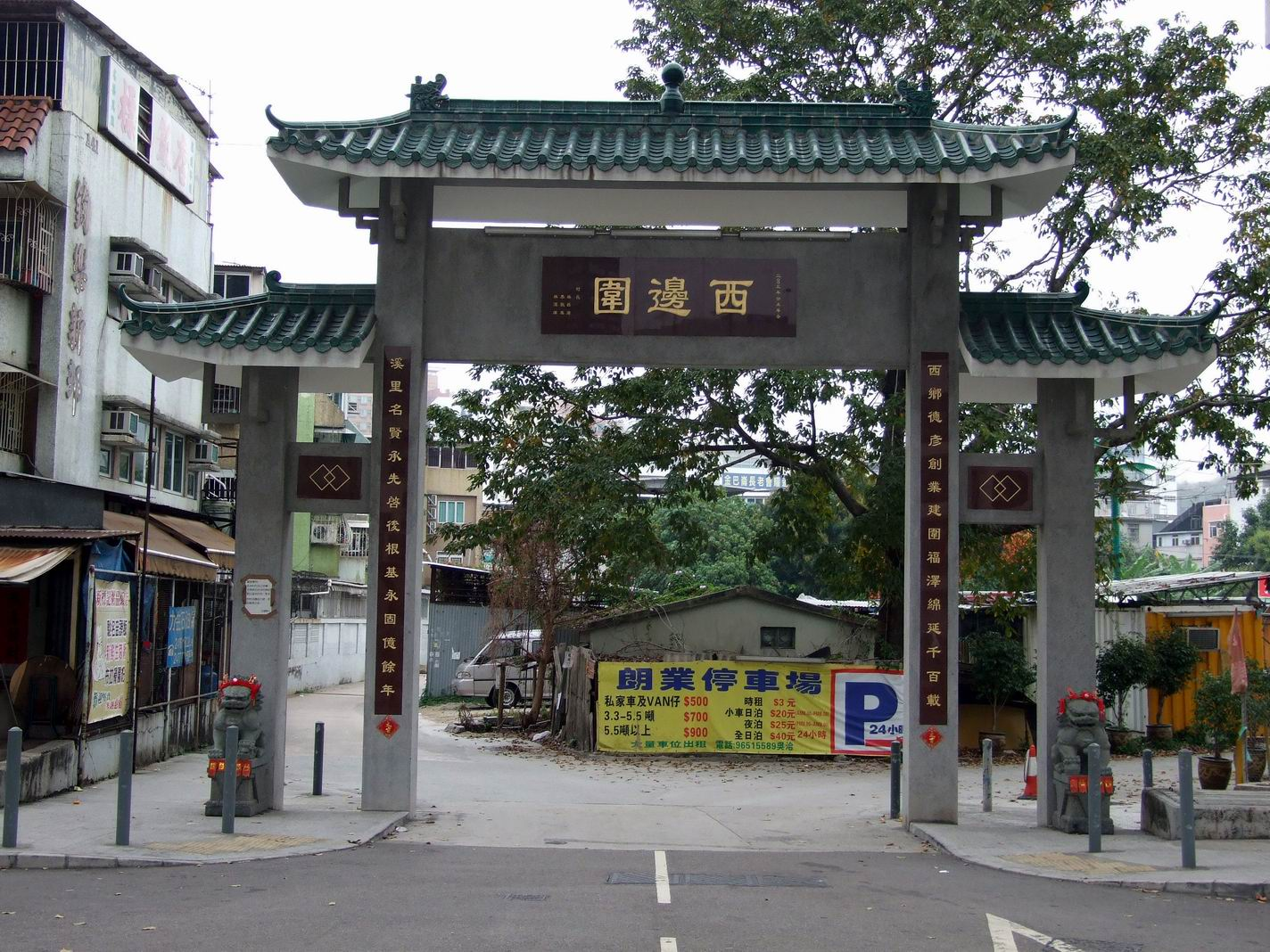
朗业街西边围牌坊

西邊圍（英語：Sai Pin Wai，有時或音譯作Sai Bin Wai）是一條位於香港元朗區元朗舊墟的圍村，位處南邊圍西邊。

## 行政區劃
西邊圍是新界小型屋宇政策下其中一條認可鄉村。在選舉劃分上，該村位處於元朗區議會十八鄉北选区内，現任區議員為於2019年選舉中當選的沈豪傑。 

## 歷史
该村大约于17世纪由錦田邓氏建立。后来鄧氏族人认为他们所设立的西边围和附近的南邊圍風水差，便迁往附近的英龍圍。
西邊圍後來成為一個多氏族村落，居住著許多姓吳、劉、樊、鄧、鄭、梁、黃、林等圍頭家族。林氏家族於1626年從廣東省寶安西鄉遷至該村定居。

## 特色
西邊圍主要由五排朝西的房屋組成。